# Herpochorie

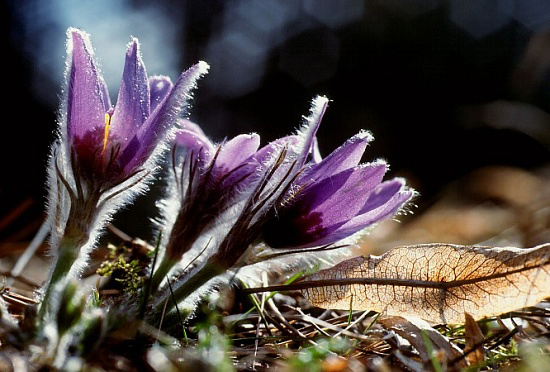
Gewöhnliche Kuhschelle im Gegenlicht – sie gehört zu den Pflanzen, die sich herpochor ausbreiten können

Die Herpochorie auch Euautochorie, die Samenverbreitung durch die aktive Bewegung von Bodenkriechern, ist eine Ausbreitungsstrategie, die Pflanzen nutzen, um ihre Diasporen insbesondere im Nahbereich auszubreiten.
Pflanzen, die diese Strategie nutzen, produzieren Samen und Früchte, die mit mindestens einer langen behaarten Granne ausgestattet sind. Diese Granne spreizt sich ab, wenn sie austrocknet, und legt sich wieder an, wenn sie durch erhöhte Luftfeuchtigkeit oder infolge von Regen Wasser aufnimmt. Bei Wetter, bei dem trockene mit feuchten Perioden wechseln, bewegen sich die Diasporen aufgrund dieser hygroskopischen Eigenschaften einige Zentimeter über den Erdboden hinweg.
Zu den Pflanzenarten, bei denen diese Strategie zu beobachten ist, zählen unter anderem die Reiherschnabelarten sowie die Gewöhnliche Küchenschelle.
Die Herpochorie ist ebenso wie die Barochorie, die Ballochorie und die Blastochorie eine Unterform der Autochorie, mit der botanisch die Selbstausbreitungsmechanismen von Pflanzen bezeichnet werden.